# العلاقات الأنغولية التوفالية
العلاقات الأنغولية التوفالية هي العلاقات الثنائية التي تجمع بين أنغولا وتوفالو.

## مقارنة بين البلدين
هذه مقارنة عامة ومرجعية للدولتين:
| وجه المقارنة                                              | أنغولا           | توفالو                         |
| --------------------------------------------------------- | ---------------- | ------------------------------ |
| المساحة (كم2)                                             | 1.25 مليون       | 26                             |
| عدد السكان (نسمة)                                         | 29.78 مليون      | 11.19 ألف                      |
| الكثافة السكانية (ن./كم²)                                 | 23.82            | 43.04 ألف                      |
| العاصمة                                                   | لواندا           | فونافوتي                       |
| اللغة الرسمية                                             | اللغة البرتغالية | اللغة التوفالوية، لغة إنجليزية |
| العملة                                                    | كوانزا أنغولي    | دولار توفالو                   |
| الناتج المحلي الإجمالي (بليون دولار)                      | 124.21 مليار     | 39.73 مليون                    |
| الناتج المحلي الإجمالي (تعادل القوة الشرائية) بليون دولار | 184.83 مليار     | 38.93 مليون                    |
| الناتج المحلي الإجمالي الاسمي للفرد دولار أمريكي          | 4.10 ألف         | 3.29 ألف                       |
| الناتج المحلي الإجمالي للفرد دولار أمريكي                 |                  | 3.77 ألف                       |
| مؤشر التنمية البشرية                                      | 0.533            |                                |
| رمز المكالمات الدولي                                      | +244             | +688                           |
| رمز الإنترنت                                              | .ao              | .tv                            |
| المنطقة الزمنية                                           | ت ع م+01:00      | ت ع م+12:00                    |

## منظمات دولية مشتركة
يشترك البلدان في عضوية مجموعة من المنظمات الدولية، منها:
| علم المنظمة | اسم المنظمة                                 | تاريخ انضمام أنغولا | تاريخ انضمام توفالو |
| ----------- | ------------------------------------------- | ------------------- | ------------------- |
|             | منظمة حظر الأسلحة الكيميائية                | ?                   | ?                   |
|             | مؤسسة التنمية الدولية                       | 19 سبتمبر 1989      | 24 يونيو 2010       |
|             | الأمم المتحدة                               | 1 ديسمبر 1976       | 5 سبتمبر 2000       |
|             | البنك الدولي للإنشاء والتعمير               | 19 سبتمبر 1989      | 24 يونيو 2010       |
|             | يونسكو                                      | 11 مارس 1977        | 21 أكتوبر 1991      |
|             | الاتحاد الدولي للاتصالات                    | 13 أكتوبر 1976      | 15 أغسطس 1996       |
|             | الاتحاد البريدي العالمي                     | ?                   | ?                   |
|             | مجموعة دول أفريقيا والكاريبي والمحيط الهادئ | ?                   | ?                   |

## وصلات خارجية
- موقع وزارة الخارجية الأنغولية